# پرستوی جنگلی نقاب‌دار
پرستوی جنگلی نقاب‌دار (نام علمی: Artamus personatus) نام یک گونه از تیره پرستوجنگلیان است.
A.personatus یک گونه معمولی، پرجمعیت و بسیار عشایری است که در گله های بزرگ معمولاً با پرستوهای چوبی ابرو سفید (Artamus superciliosus) ظاهر می شود.

## اطلاعات زیستی

### خوراک
پرستوی جنگلی گونه ای عمدتاً حشره خوار است که مشاهده شده  که مانند شاهین به شکار خود هجوم می آورد.
شهد گیاهان نیز بخشی از رژیم غذایی آن محسوب می شود و گاهی مشاهده شده  که میوه می خورد.

### لانه سازی
لانه این پرنده شبیه پرستوی سینه سفید اما کمتر مورد توجه شکارچی ها است. لانه پرنده معمولاً فقط یک الی دو متر بالاتر از سطح زمین و اغلب شبیه یک کاسه کم عمق و ضعیف جلوه می کند. لانه آن در داخل کنده های درختان، شاخه های شکسته و افتاده، بوته های گیاهان و خارها و همچنین در میان ستون های حصارها دیده شده است.
موادی که پرنده برای ساخت لانه استفاده می کند شامل شاخه ها و چمن، با لایه بالایی از علف خشک یا تر است که هر دو با هم  لانه را تشکیل می دهند.

### تخم پرنده
تخم پرستوی جنگلی در سه نوع دیده می شود ؛ سفید مایل به خاکستری کم رنگ ، خاکستری مایل به سبز کم رنگ و همچنین قهوه ای مایل به کرم روشن.ابعاد تخم تقریباً ۱۷ در ۲۲ میلی متر و معمولا به شکل بیضی مخروطی است.

### زیستگاه و تنوع زیستی
به طور گسترده در سرزمین اصلی استرالیا و کمتر در مناطق ساحلی و نزدیک به ساحل و برخی به صورت ولگرد در تاسمانی،نیوزیلند،جزیره نورفولک و جزیره لردهاو به ثبت رسیده است.
این پرنده بیشتر ساکن مناطق خشک و نیمه خشک است.